# Nu metalcore
Nu metalcore (às vezes chamado como new nu metal ou nu metal revival ou nucore), é uma fusão entre o metalcore com o nu metal que começou em 2010, sendo algumas bandas influenciadas pelo post-hardcore, deathcore, pop e R&B. A fusão é caracterizada por vocais limpos e guturais típicos do metalcore e deathcore, com o rap e o spoken word (típicos do nu metal), guitarras e baixos com afinações baixas, além do uso de samples e turntables (também típicos do nu metal).

## História

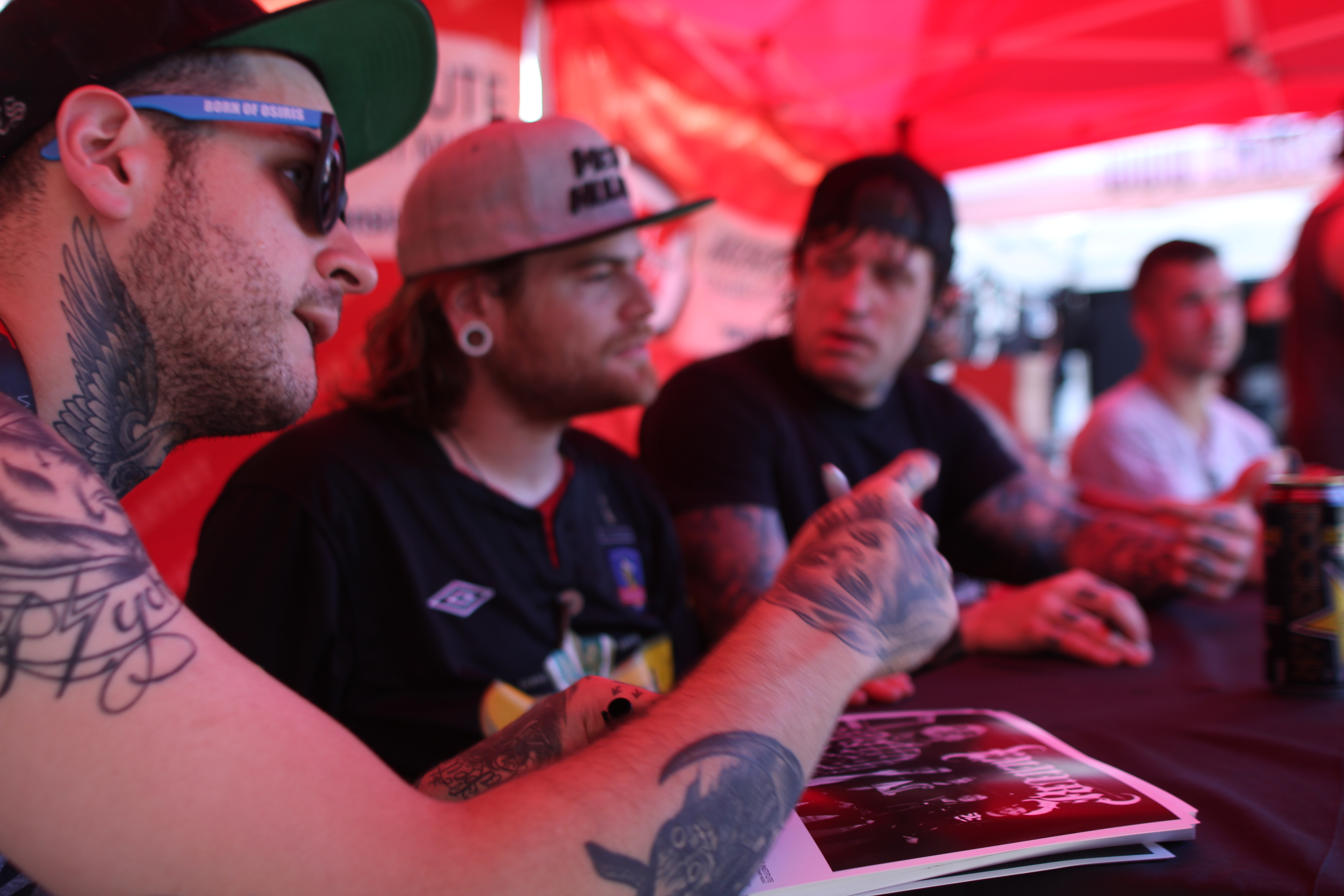
A banda Emmure em 2013, uma das primeiras bandas responsáveis por resgatar o nu metal, ainda no final da década de 2000

Ainda no começo da década de 2000 a banda Demon Hunter fez combinações sonoras entre o metalcore e o nu metal, bem como algumas outras bandas dessa mesma época, sendo algumas bandas de nu metal que incorporaram os elementos do metalcore (estilo em ascensão daquele momento), e sendo outras bandas de metalcore que incorporaram os elementos do nu metal (o estilo em alta daquele mesmo momento), ou seja, em uma época de transição de estilo mainstream, do nu metal da década de 90 para o metalcore da década de 2000, foram ambos os gêneros influenciados, um pelo outro. No entanto, a ideia atual de nu metalcore começou a se formar perto do final da década de 2000 e início da década de 2010, quando algumas bandas de deathcore, como Attila, Dr. Acula, Upon a Burning Body e principalmente o Emmure (a mais influente advinda do deathcore), começaram a irem em direção ao nu metal, além da banda de metalcore Of Mice & Men, que desde o seu começo contém forte influencia do nu metal, fazendo assim, dessa combinação do deathcore e ou do metalcore com o nu metal, o início do desenvolvimento de mais uma forma de metal, o nu metalcore. Posteriormente a isso, começam a surgirem bandas já dentro dessa concepção e estética de nu metalcore, bandas como Gemini Syndrome, Islander, Issues, King 810 e Sworn In, bem como houve algumas bandas que faziam parte do deathcore ou do metalcore e que aderiram ao nu metalcore, como o Suicide Silence, o Stray from the Path e em algum grau, o Bring Me the Horizon.

## Influências das bandas
Em relação a influência e resgate do nu metal dentro do nu metalcore, é mais perceptível a influência e o resgate das bandas Deftones, Korn, Limp Bizkit, Linkin Park, P.O.D. e Slipknot, e às vezes mesmo do Alice in Chains, Faith no More, Rage Against the Machine e Soundgarden, ainda sendo muitas vezes percebível uma inclinação simultânea para mais de uma banda do nu metal. Em resumo, dependendo da inspiração da banda do nu metalcore, a sonoridade pode ser mais próxima ou mais distante de uma banda do nu metal.[carece de fontes?]

## Lista de bandas principais

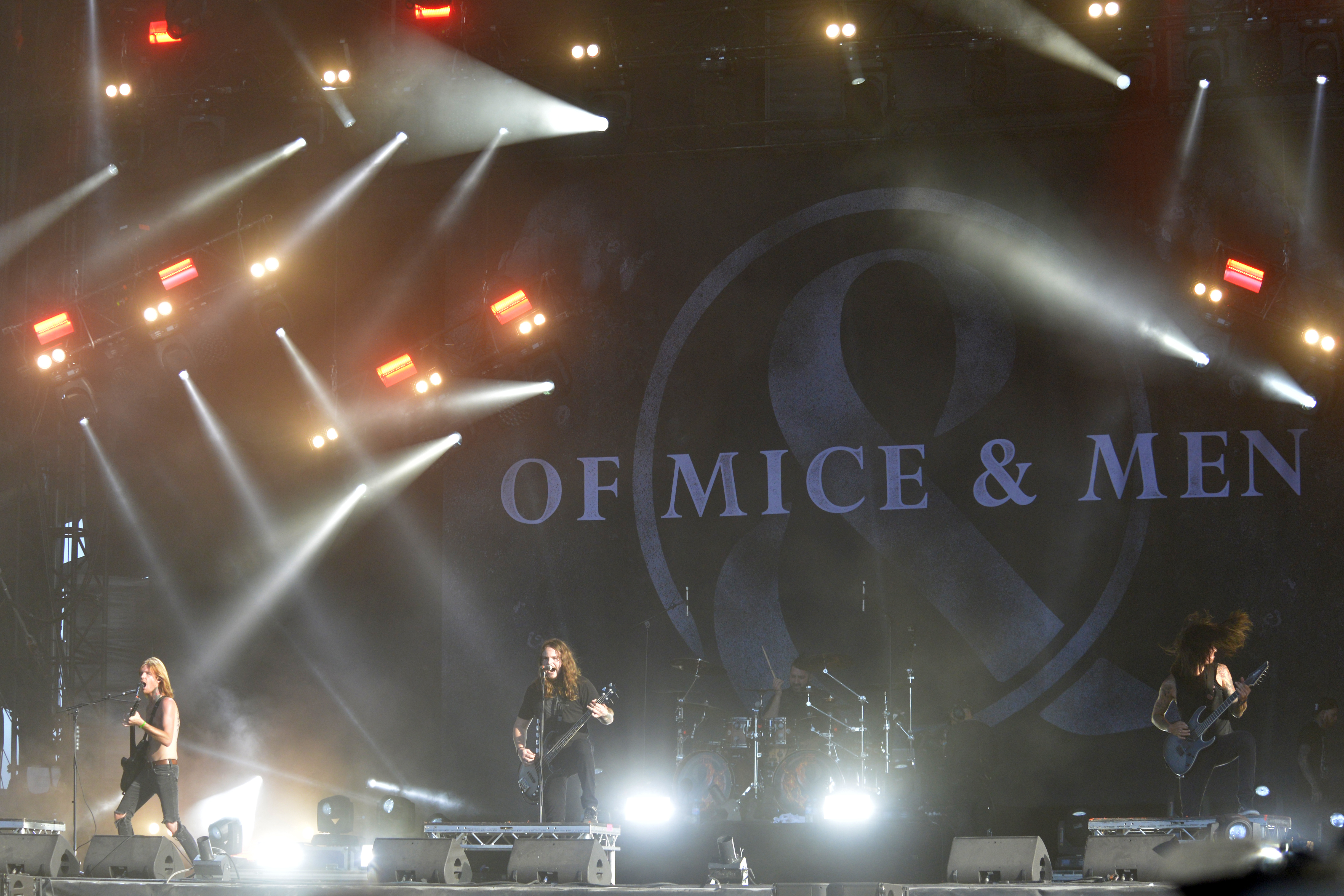
A banda Of Mice & Men em performance em 2017, banda advinda do metalcore e responsável por resgatar o nu metal no começo da década de 2010.

- Alpha Wolf[10][11]
- Attila[12]
- Bring Me the Horizon[1][13]
- Bullet for My Valentine[14]
- Cane Hill[15]
- DED[16][17]
- Demon Hunter[18][19]
- Emmure[1][3][4][5]
- From Ashes To New[20]
- Gemini Syndrome[1]
- Islander[1]
- Issues[1][21][22]
- King 810[23]
- Motionless in White[24]
- My Enemies & I[25]
- My Ticket Home[1]
- Ocean Grove[26][27][28]
- Of Mice & Men[1][6][7]
- Stray from the Path[1][2][29]
- Suicide Silence[8]
- Sworn In[2]
- The One Hundred[30]
- Upon a Burning Body[1]